# Smile Pinki
Smile Pinki (2008) jest 39-minutowym filmem dokumentalnym wyreżyserowanym przez Megan Mylan. Film ten przedstawia historię biednej dziewczynki z wioski w Indiach, której życie odmieniło się po otrzymaniu darmowej pomocy chirurgicznej celem korekcji jej rozszczepu wargi. Dokument zrealizowany został w języku hindi oraz bhodźpuri, otrzymał także nagrodę podczas 81. ceremonii wręczenia Oscarów dla najlepszego krótkometrażowego filmu dokumentalnego.

## Fabuła

Pinki had a unilateral complete cleft

Tytułowa Pinki Kumari to ośmioletnia dziewczynka żyjąca w jednej z najbiedniejszych części Indii. Od urodzenia cierpi z powodu niezoperowanego rozszczepu wargi. Nie dopuszczona do szkoły w swej rodzinnej wiosce, Rampur Dahaba w Mirzapur, w okolicy Varanasi. Wykluczona z powodu swej deformacji, Pinki wiedzie życie spokojnej, ale i zdesperowanej, czekającej na cud dziewczynki, którym jeśli kiedykolwiek nastąpi, miałaby być pomoc chirurga. Jej rodzicom nie przychodzi na myśl zwrócenie się o pomoc, której tak bardzo potrzebuje ich córka. Szansą okazuje się spotkanie rodziny z pracownikiem socjalnym, który podróżuje od wioski do wioski, zbierając pacjentów do szpitala, zapewniającego darmową pomoc każdego roku tysiącom biednych dzieci z rozszczepem poprzez program Pociąg Uśmiechu. Operacje przeprowadzane są przez zespół chirurga plastycznego dra Subodha Kumara Singha, który po nakręceniu dokumentu brał udział w 81. ceremonii wręczenia Oscarów